# الزينية بحري
قرية الزينية بحري هي إحدى القرى التابعة لمركز الزينية في محافظة الأقصر في جمهورية مصر العربية. حسب إحصاءات سنة 2006، بلغ إجمالي السكان في الزينية بحرى 8704 نسمة، منهم 4657 رجل و4047 امرأة.